# Brian G. Hutton
Brian G. Hutton, född 1 januari 1935 i New York i New York, död 19 augusti 2014 i Los Angeles i Kalifornien, var en amerikansk filmregissör och skådespelare.

## Filmografi

### Som skådespelare
- 1956 – Krutrök (TV-serie) (ett avsnitt)
- 1957 – Fruktan bryter ut (ej krediterad)
- 1957 – Sheriffen i Dodge City
- 1958 – King Creole
- 1959 – Sista tåget från Gun Hill
- 1959–1961 – The Rifleman (TV-serie) (två avsnitt)
- 1959–1962 – Alfred Hitchcock presenterar (TV-serie) (två avsnitt, "Your Witness" och "The Big Kick")

### Som regissör
- 1968 – Örnnästet
- 1970 – Kellys hjältar
- 1972 – Inget spel för nybörjare
- 1973 – Nattmaran
- 1980 – Mannen med ishackan
- 1983 – High Road to China